# 불교 용어 목록 (무)

바로가기:
ㄱ
경
구
ㄴ
ㄷ
ㄹ
ㅁ
명
무
묵
ㅂ
불
ㅅ
삼
삽
선
소
수
시
심
ㅇ
오
온
유
육
이
ㅈ 

정
지
ㅊ
ㅋ
ㅌ
ㅍ
ㅎ

## 무겁약
무겁약(無怯弱)은 무하(無下)의 다른 말이다.

## 무견무대
무견무대(無見無對)는 무견무대색의 다른 말이다.

## 무견무대색
무견무대색(無見無對色)은 가견성(可見性)도 없고 대애성(對礙性)도 없는 물질[色]이다. 불가견무대색(不可見無對色)이라고도 한다. 설일체유부의 5위 75법의 11가지 색법 중 무표색(無表色)의 1가지 법이 무견무대색이다.

## 무견유대
무견유대(無見有對)는 무견유대색의 다른 말이다.

## 무견유대색
무견유대색(無見有對色)은 가견성(可見性)은 없으나 대애성(對礙性)이 있는 물질[色]이다. 불가견유대색(不可見有對色)이라고도 한다. 설일체유부의 5위 75법의 11가지 색법 중 5근(五根: 승의근)과 5경(五境) 중 색경(色境)을 제외한 4경(四境)의 9가지 법이 무견유대색이다.

## 무경
무경(無敬)은 온갖 공덕(功德)과 유덕자(有德者: 즉 스승)에 대해 공경함이 없는 것으로, 《구사론》에 따르면, 무숭(無崇) · 무소수속(無所隨屬)과 함께 무참(無慚)의 마음작용의 본질적 성질을 이룬다.

## 무괴
무괴(無愧)는 괴(愧)의 반대인데, 계(戒) · 정(定) · 혜(慧)의 3학(三學)의 공덕이 있는 사람, 즉 스승의 꾸짖음이나 죄과에 대해 부끄럽게 여기지 않는 마음작용, 또는 죄에 대해 두렵게 보지 않는 마음작용이다.

## 무기사
무기사(無記思), 무기의 사 또는 착하지도 악하지도 않은 사는 사(思)의 마음작용을 3가지로 나눈 선사(善思) · 불선사(不善思) · 무기사(無記思)의 3사(三思) 가운데 하나이다. 무기사(無記思)는 무기의 사(思) 즉 선도 불선도 아닌 의업(意業)을 짓고 만드는[造作] 것, 즉, 공덕(功德)도 과실(過失)을 짓는 정신적 행위[意業]를 말한다.

## 무기의 사
무기의 사는 무기사(無記思)의 다른 말이다.

## 무대법
무대법(無對法,
산스크리트어: apratigha,
티베트어: thogs pa med pa,
영어: unobstructed,
unopposed,
unhindered,
non-resistance)은 줄여서 무대(無對)라고도 한다. 문자 그대로의 뜻은 '대(對)함이 없다'는 것으로, '대(對)'는 애(礙: 방해, 장애) 또는 대애(對礙: 대하여 방해함, 대하여 장애함)를 뜻한다. 따라서 무대법 또는 무대는 대애성(對礙性)이 없는 법을 뜻한다.
대애성(對礙性) 또는 줄여서 대애(對礙)는 어떤 사물이 이미 어떤 공간을 점유하고 있을 때 다른 사물이 그 동일 공간을 점유하지 못하도록 장애하는 성질이다.
무대법(無對)을 무장애법(無障礙法) 또는 무장애(無障礙)라고도 하고, 무대(無對)의 성질을 무장애성(無障礙性)이라고도 한다.
부파불교의 설일체유부의 논서 《아비달마품류족론》 제6권에 따르면,
무대법(無對法) 또는 무대(無對)는 12처 가운데 2처(二處)를 말한다. 즉, 의처(意處)와 법처(法處)를 말한다. 즉, 마음[意處]과 법경(法境)을 말한다. 나머지 10처는 모두 유대법(有對法)이다.
말하자면, 마음[意處] 즉 정신(精神)과 정신적 사물[法境]은 부피가 있어서 공간을 점유하는 것이 아니기 때문에 다른 마음이나 정신적 사물을 공간적으로 장애하지 않는다.
부파불교의 설일체유부의 논서 《아비달마구사론》 제2권에 따르면,
무대법(無對法) 또는 무대(無對)는 18계 가운데 8계(八界)를 말한다. 즉, 의계(意界) · 법계(法界) · 안식계(眼識界) · 이식계(耳識界) · 비식계(鼻識界) · 설식계(舌識界) · 신식계(身識界) · 의식계(意識界)를 말한다. 즉, 6식과 의근과 법경을 말한다. 달리 말하면, 마음(즉, 6식과 의근의 합인 7심계)과 법경, 즉 정신과 정신적 사물을 말한다.

## 무량상
무량상(無量想) 또는 한량없는 생각은 부파불교의 설일체유부의 논서 《아비달마품류족론》에서 상(想)의 마음작용을 3가지로 나눈 소상(小想) · 대상(大想) · 무량상(無量想)의 3상(三想) 가운데 하나이다.
대승불교의 유식유가행파의 논서 《대승아비달마집론》에 따르면 무량상(無量想)은 무색계의 공무변처와 식무변처를 요별할 수 있는 상(想)이다.

## 무루무위와 무루유위
무루무위(無漏無爲)에서 무위(無爲)는 진리의 다른 말이며, 무루무위는 유루법과 잡염법을 멀리 떠나 있는 것을 가리킨다. 달리 말하면, 무위법 즉 진리 즉 '무루의 깨달음'의 본래 모습은 유루법와 잡염법의 소란스러움[擾亂]을 멀리 떠나 있는 무루일 뿐만 아니라  적정(寂靜)하고 담연(湛然)하고 부동(不動)하다. 무위법 즉 진리의 이러한 본체(本體)적 측면을 가리켜 무루무위라 한다. 무위무루(無爲無漏) · 무위법신(無爲法身) 또는 무위열반계(無爲涅槃界)라고도 한다. 4성제 가운데 멸제(滅諦)에 해당한다.
무루유위(無漏有爲)는 본체의 입장에서 볼 때 적정하고 담연하며 부동한 무위법 즉 진리가 활동함에 있어서, 그 모습이 유루법와 잡염법의 소란스러움[擾亂]을 멀리 떠나 있는 무루일 뿐만 아니라 그 작용이 무궁무진하다는 것을 말한다. 무위법 즉 진리의 이러한 작용(作用)적 측면을 가리켜 무루유위라 한다. 유위무루(有爲無漏)라고도 한다. 4성제 가운데 도제(道諦)에 해당한다.

## 무루성혜
무루성혜(無漏聖慧)는 무루지(無漏智)의 다른 말이다.

## 무명
《아비달마품류족론》 제3권에 따르면,
무명(無明)은 3계무지성(三界無知性), 즉 3계의 무지(無知)의 성질을 말한다. 즉, 욕계의 무지 · 색계의 무지 · 무색계의 무지를 통칭한다.

## 무명결
무명결(無明結)은 애결(愛結) · 에결(恚結) · 만결(慢結) · 무명결(無明結) · 견결(見結) · 취결(取結) · 의결(疑結) · 질결(嫉結) · 간결(慳結)의 9결(九結) 가운데 하나이다.
《아비달마품류족론》 제1권에 따르면,
무명결은 3계무지(三界無智) 즉 3계의 무지(無智)이다. 즉, 욕계의 무지(無智) · 색계의 무지(無智) · 무색계의 무지(無智)를 총칭한다.
《대승아비달마집론》 제4권과 《대승아비달마잡집론》 제6권에 따르면,
무명결은 3계무지(三界無智) 즉 3계의 무지(無智)를 말한다. 마음이 무명결 즉 3계무지(三界無智)에 의해 묶이게[所繫] 되면 마음은 고법(苦法)과 집법(法集)을 불능해료(不能解了: 철저히 이해할 수 없음)하는 상태가 된다. 고법과 집법을 불해료(不解了: 철저히 이해하지 못함)하기 때문에 불선을 널리 행하고 갖가지 선을 행하지 않게 된다. 불선은 행하고 선은 행하지 않기 때문에 미래세의 고(苦)를 불러들이고 그 고(苦)와 상응하게 된다.
《잡집론》의 해설에 따르면, 고법(苦法)은 결과의 성질의 모든 유루행[果性有漏諸行], 즉 유루의 행온, 즉 유루의 마음작용을 말하고, 집법(法集)은 원인의 성질의 모든 유루행[因性有漏諸行], 즉 유루의 행온, 즉 유루의 마음작용을 말한다. 불해료(不解了: 철저히 이해하지 못함)는 어떤 유루행(有漏行)이 과환(過患)이라는 것을 불료지(不了知: 철저히 알지 못함)하는 상태를 말한다. 따라서, 고법(苦法)과 집법(法集)을 불해료(不解了: 철저히 이해하지 못함)하는 상태라는 것은 결과와 원인의 성질의 모든 유루행이 '(실제로) 존재하는 과환[所有過患]'이라는 것을 불료지(不了知: 철저히 알지 못함)하는 상태를 말한다.

## 무명촉
부파불교의 설일체유부의 논서 《아비달마품류족론》 제3권에 따르면,
무명촉(無明觸)은 염오촉(染汚觸) 즉 염(染: 번뇌)에 오염된[汚] 촉(觸)의 마음작용이다.

## 무변료상
무변료상(無辯了相)은 소지경(所知境: 알아야 할 대상)에 대한 분별[辯]과 앎[了]이 없는 상태[相]를 말한다. 《현종론》에 따르면, 치(癡) 즉 무명(無明) 또는 어리석음은 소지경(所知境: 알아야 할 대상)에 대한 여리해(如理解: 진리에 계합하는 이해)가 장애되어 있는 무변료상이다. 즉, 대상에 대한 참다운 이해 또는 앎이 없는 상태이다.

## 무색
1. 무색(無色)은 욕계(欲界) · 색계(色界) · 무색계(無色界)의 3계(三界) 중 무색계(無色界)의 줄임말이다.
2. 무색(無色)은 무색법(無色法)의 줄임말이다.

## 무색계
무색계(無色界)는 욕계(欲界) · 색계(色界) · 무색계(無色界)의 3계(三界) 가운데 하나로, 욕유(欲有) · 색유(色有) · 무색유(無色有)의 3유(三有) 가운데 무색유(無色有)와 동의어이다.
불교의 우주론 또는 세계관에서 3계 또는 3유는 28천(二十八天)으로 나뉘지만, 수행론과 번뇌론에서는 흔히 9지(九地)로 나뉜다. 9지 중 무색계 또는 무색유에 해당하는 것은 제6지인 공무변처지(空無邊處地)부터 제9지인 비상비비상처지(非想非非想處地)까의 4가지 지(地)이다.
3계9지(三界九地)
1. 욕계(欲界) 또는 욕유(欲有)
  1. 오취잡거지(五趣雜居地)
2. 색계(色界) 또는 색유(色有)
  1. 이생희락지(離生喜樂地)
  2. 정생희락지(定生喜樂地)
  3. 이희묘락지(離喜妙樂地)
  4. 사념청정지(捨念淸淨地)
3. 무색계(無色界) 또는 무색유(無色有)
  1. 공무변처지(空無邊處地)
  2. 식무변처지(識無邊處地)
  3. 무소유처지(無所有處地)
  4. 비상비비상처지(非想非非想處地)

## 무색계계
1. 무색계계(無色界繫)는 무색계의 속박 즉 무색계의 번뇌를 말한다. 계(繫)는 속박의 뜻으로 번뇌의 다른 말이다.
2. 무색계계(無色界繫)는 '무색계에 속한' 또는 '무색계에 매인'의 뜻이다.

## 무색계의 수면
무색계의 수면(無色界隨眠)은 무색계의 10수면(十隨眠)을 5부(五部)로 분별하여 구분되는 총 31가지의 수면(隨眠) 즉 31가지의 근본번뇌를 말한다.
자세히 말하면, 3계 가운데 무색계에 존재하는 탐(貪) · 진(瞋) · 만(慢) · 무명(無明) · 유신견(有身見) · 변집견(邊執見) · 사견(邪見) · 견취(見取) · 계금취(戒禁取) · 의(疑)의 10수면 즉 10가지 근본번뇌를 견고소단(見苦所斷) · 견집소단(見集所斷) · 견멸소단(見滅所斷) · 견도소단(見道所斷) · 수도소단(修道所斷)의 5부 즉 5가지 부류로 분별하였을 때 그 결과로 구분되는 31가지의 근본번뇌를 말한다. 그런데 10수면 가운데 진(瞋)은 욕계에만 존재하는 번뇌이기 때문에, 실제로는 9가지 수면 즉 근본번뇌를 5부 분별한 것이다.
그리고 모든 번뇌는 근본번뇌와 수번뇌로 나뉘는데, 수번뇌는 근본번뇌에서 파생된 2차적인 번뇌이므로, 근본번뇌가 끊어진다는 것을 수번뇌도 끊어진다는 것을 의미한다. 따라서 이들 31가지 근본번뇌는 '무색계의 모든 번뇌'가 수행계위 중 언제 끊어지는가를 기준으로 구분하였을 때의 31가지라고 할 수 있다. 달리 말하면, 무색계로부터 언제 해탈하게 되는가의 관점에서 구분한 것이라고 할 수 있다.
진(瞋)은 욕계에만 존재하는 번뇌이므로 무색계의 번뇌를 헤아릴 때는 제외된다. 따라서 무색계의 9수면 즉 무색계의 9가지 근본번뇌를 5부로 분별한 것이므로, 단순히 계산하면 45가지가 있어야 하지만 31가지가 있는 것은 이들 9가지 수면 즉 근본번뇌가 5부 모두를 갖추고 있는 것은 아니기 때문이다.
《품류족론》과 《구사론》 등에 따르면,
무색계의 31수면은 다음과 같이 계산되어 구해진다.
- 탐(貪): 5부가 모두 존재한다. 누적 개수는 5가지
- 진(瞋): 무색계에는 5부가 모두 존재하지 않는다. 누적 개수는 5가지
- 만(慢): 5부가 모두 존재한다. 누적 개수는 10가지
- 무명(無明): 5부가 모두 존재한다. 누적 개수는 15가지
- 유신견(有身見): 견고소단의 1부만 존재한다. 누적 개수는 16가지
- 변집견(邊執見): 견고소단의 1부만 존재한다. 누적 개수는 17가지
- 사견(邪見): 견고소단 · 견집소단 · 견멸소단 · 견도소단의 4부만 존재한다. 누적 개수는 21가지
- 견취(見取): 견고소단 · 견집소단 · 견멸소단 · 견도소단의 4부만 존재한다. 누적 개수는 25가지
- 계금취(戒禁取): 견고소단 · 견도소단의 2부만 존재한다. 누적 개수는 27가지
- 의(疑): 견고소단 · 견집소단 · 견멸소단 · 견도소단의 4부만 존재한다. 누적 개수는 31가지

무색계의 31수면을 5부에 따라 나누면 다음과 같다.
- 견고소단(見苦所斷): 탐 · 만 · 무명 · 유신견 · 변집견 · 사견 · 견취 · 계금취 · 의의 9가지. 누적 개수는 9가지
- 견집소단(見集所斷): 탐 · 만 · 무명 · 사견 · 견취 · 의의 6가지. 누적 개수는 15가지
- 견멸소단(見滅所斷): 탐 · 만 · 무명 · 사견 · 견취 · 의의 6가지. 누적 개수는 21가지
- 견도소단(見道所斷): 탐 · 만 · 무명 · 사견 · 견취 · 계금취 · 의의 7가지. 누적 개수는 28가지
- 수도소단(修道所斷): 탐 · 만 · 무명의 3가지. 누적 개수는 31가지

## 무색법
무색법(無色法, 산스크리트어: ārūpya-dharma, 티베트어: gzugs can ma yin pa, 영어: immaterial dharmas)은 줄여서 무색(無色)이라고도 한다.
색법이 아닌 모든 법을 말하는데, 유위법에 대해서만 적용할 경우 무색법(無色法)은 설일체유부의 5위 75법의 법체계에서 심법(心法) · 심소법(心所法) · 심불상응행법(心不相應行法)을 통칭하는 말이다. 또는 유식유가행파와 법상종의 5위 100법의 법체계에서 심법 · 심소법 · 심불상응행법을 통칭하는 말이다.
무위법까지 포함된 일체법에 대해 적용할 경우, 무색법(無色法)은 설일체유부의 5위 75법의 법체계에서, 색법을 제외한 모든 법 즉 심법 · 심소법 · 심불상응행법 · 무위법을 통칭하는 말이다. 또는 유식유가행파와 법상종의 5위 100법의 법체계에서, 색법을 제외한 모든 법 즉 심법 · 심소법 · 심불상응행법 · 무위법을 통칭하는 말이다.
부파불교의 설일체유부의 논서 《아비달마품류족론》 제6권에 따르면,
무색법(無色法)은 일체법을 이루는 12처(十二處) 가운데 1처와 '1처의 일부[少分]'를 통칭한다. 즉, 의처(意處)와 '무표색(無表色)을 제외한 법처(法處)의 일부'를 통칭한다. 여기서, '무표색(無表色)을 제외한 법처(法處)의 일부'는 유위법에 대해 적용할 경우 심소법과 심불상응행법이 되고, 일체법에 대해 적용할 경우 심소법 · 심불상응행법 · 무위법이 된다.

## 무색유
무색유(無色有)는 욕유(欲有) · 색유(色有) · 무색유(無色有)의 3유(三有) 가운데 하나로, 유(有)는 존재 또는 그 존재가 살고 있는 세계를 뜻한다. 세계라는 뜻에서는 무색유는 욕계(欲界) · 색계(色界) · 무색계(無色界)의 3계(三界) 가운데 무색계(無色界)와 동의어이다. 그리고 존재라는 뜻에서는 무색계는 무색계에 윤회할 수 밖에 없는 상태 또는 경지의 유정을 말한다. 이 경우 번역하여 빛깔이 없는 존재라고도 한다.

## 무생지
무생지(無生智, 산스크리트어: anutpāda-jñāna, 산스크리트어: anuppāda-ññāna)는 자기가 지어야 할 일을 이미 지어 다시는 지을 필요가 없다는 것을 참답게 아는 것이다.

## 무색탐
부파불교의 설일체유부의 논서 《아비달마품류족론》 제3권에 따르면,
무색탐(無色貪)은 무색(無色)에 대하여 일으킨 모든 탐(貪) · 등탐(等貪) · 집장(執藏) · 방호(防護) · 탐착(耽著) · 애락(愛樂)을 통칭한다. 즉, 무색계의 존재에 대한 탐(貪) · 그 모두에 대한 탐[等貪] · 꽉 쥐어서 간직함[執藏] · 빼앗기지 않기 위해 막아 수호함[防護] · 빠져서 들러붙음[耽著] · 갈망하며 좋아함[愛樂]의 마음작용을 통칭한다.

## 무소수속
무소수속(無所隨屬)은 온갖 공덕(功德)과 유덕자(有德者: 즉 스승)에 대해 수속(隨屬)하는 바가 없는 것 즉 따라 속하는 바가 없는 것 즉 제자로서의 예의가 없는 것으로, 《구사론》에 따르면, 무경(無敬) · 무숭(無崇)과 함께 무참(無慚)의 마음작용의 본질적 성질을 이룬다.

## 무손뇌
무손뇌(無損惱)는 유정에 대하여 손뇌(損惱)가 없는 것 즉, 유정에 대해 손상시키거나 괴롭히려는 마음이 없는 것을 말한다. 《구사론》에 따르면, 무손뇌는 불해(不害)의 마음작용의 본질적 성질이다.

## 무숭
무숭(無崇)은 온갖 공덕(功德)과 유덕자(有德者: 즉 스승)에 대해 존중함이 없는 것으로, 《구사론》에 따르면, 무경(無敬) · 무소수속(無所隨屬)과 함께 무참(無慚)의 마음작용의 본질적 성질을 이룬다.

## 무심
무심(無心)에는 여러 가지 뜻이 있다.
1. 무심(無心)은 망념(妄念)을 멀리 떠난 진심(眞心: 참된 마음)을 가리킨다.[79] 심식(心識) 즉 마음이 없다는 말이 아니며 무애자재의 상태에 있는 것을 말한다.[80]
2. 허망하게 분별하는 마음은 찾을 수 있는 자성(自性)이 없으므로 이를 가리켜 무심이라 한다.[79]
3. 무심(無心)은 미혹되어 본성을 잃어버린 마음을 말한다.[81]
4. 설일체유부 등의 부파불교의 교학에서, 무심은 무상정(無想定i)이나 멸진정(滅盡定)에 들어가는 것을 말한다.[82]
5. 유식유가행파와 법상종의 교학에서 무심은 5위무심(五位無心)을 말한다.[79][83]

## 무위법
무위법(無爲法)은 부파불교의 설일체유부의 구분 방식에 따라 일체법을 크게 색법(色法) · 심법(心法) · 심소법(心所法) · 심불상응행법(心不相應行法) · 무위법(無爲法)의 순서로 5가지 그룹[五法 또는 五位]으로 나눌 때 또는 대승불교의 유식유가행파와 법상종의 구분 방식에 따라 일체법을 크게 심법(心法) · 심소법(心所法) · 색법(色法) · 심불상응행법(心不相應行法) · 무위법(無爲法)의 순서로 5가지 그룹으로 나눌 때, 이들 5가지 그룹 중의 하나로, 유위법에 속하지 않은 법들을 통칭한다. 줄여서 무위(無爲)라고도 한다.
설일체유부의 《아비달마품류족론》에 따르면, 허공(虛空) · 비택멸(非擇滅) · 택멸(擇滅)의 3가지 법이 무위법에 속한다.
대승불교의 《대승백법명문론》에 따르면, 허공(虛空) · 택멸(擇滅) · 비택멸(非擇滅) · 부동멸(不動滅) · 상수멸(想受滅) · 진여(眞如)의 6가지 법이 무위법에 속한다.

## 무의어
무의어(無義語)는 기어(綺語: 진실이 없는 교묘히 꾸민 말)의 다른 말이다.

## 무전도해
무전도해(無顛倒解)의 문자 그대로의 뜻은 전도됨이 없는 이해 또는 뒤바뀌지 않은 이해로, 구체적으로는 무아(無我) · 무상(無常) · 인(因: 원인) · 과(果: 결과) · 공용(功用: 작용) · 실사(實事: 참다운 존재) · 고(苦) · 부정(不淨)에 대한 바른 이해를 말한다.
《현양성교론》에 따르면, 살가야견(薩迦耶見) · 변집견(邊執見) · 사견(邪見) · 견취(見取) · 계금취(戒禁取)의 5견(五見)은 각각 다음의 작용[業]을 한다.
- 살가야견은 무아(無我)에 대한 무전도해를 장애하는 작용을 한다.[92][93]

- 변집견은 무상(無常)에 대한 무전도해를 장애하는 작용을 한다.[94][95]

- 사견은 인(因: 원인) · 과(果: 결과) · 공용(功用: 작용) · 실사(實事: 참다운 존재)에 대한 무전도해를 장애하는 작용을 한다.[96][97]

- 견취는 고(苦) · 부정(不淨)에 대한 무전도해를 장애하는 작용을 한다.[98][99]

- 계금취는 이들 모두, 즉 무아 · 무상 · 인 · 과 · 공용 · 실사 · 고 · 부정에 대한 무전도해를 장애하는 작용을 한다.[100][101]

## 무지
1. 무지(無知)는 마음이 인식대상 즉 사(事: 사물, 현상)와 이(理: 이치, 본질)를 밝게 알지 못하는 것이다. 무명(無明)의 다른 말이다.
2. 무지(無智)는 마음이 인식대상 즉 사(事: 사물, 현상)와 이(理: 이치, 본질)를 밝게 결택(決擇: 옳고 그름을 판단하여 결정함)할 수 없는 상태이다. 무명(無明)의 다른 말이다.

## 무진
무진(無瞋,
산스크리트어: apratigha,  adveṣa,
팔리어: adosa,
영어: good will,
non-aggression,
non-hatred,
imperturbability,
non-anger)은 선근(善根) 중의 하나이며, 설일체유부의 5위 75법에서 심소법(心所法: 46가지) 중 대선지법(大善地法: 10가지) 가운데 하나이며, 유식유가행파와 법상종의 5위 100법에서 심소법(心所法: 51가지) 중 선심소(善心所: 11가지) 가운데 하나이다. 무진(無瞋)은 유정(有情)과 비유정(非有情)에 대해 미워하지 않는 마음작용이다. 설일체유부의 중현(衆賢)은 《아비달마장현종론(阿毘達磨藏顯宗論)》에서, 무진(無瞋)이란 유정이나 비유정에 대해 미워하거나 해치려는 마음이 없는 애민(哀愍: 가엾고 불쌍히 여김)의 종자라고 말하고 있다.

## 무집수
유집수(有執受, 산스크리트어: upātta)는 심법(心法: 마음)과 심소법(心所法: 마음 작용)이 함께 집지(執持) · 포섭(包攝)하여 의처(依處), 즉 소의(所依: 도구, 감각 기관)나 경계(境界: 대상)로 삼는 색(色, 물질)이다. 반면, 무집수(無執受, 산스크리트어: anupātta)는 이러한 뜻이 없는 색(色, 물질)을 말한다.

## 무참
무참(無慚)은 참(慚)의 반대인데, 계(戒) · 정(定) · 혜(慧)의 3학(三學)의 공덕이 있는 사람, 즉 스승을 공경하지 않는 마음작용, 또는 죄과를 범한 경우에도 그것을 관찰 · 반성하지 않고 스스로에 대해 부끄럽게 여기지 않는 마음작용이다.

## 무참과 무괴
부파불교의 설일체유부의 논서 《아비달마품류족론》 제3권에 따르면
다음은 무참(無慚)과 무괴(無愧)의 공통된 마음작용들이다.
- 불치(不羞): 부끄러워하지 않음
- 부등치(不等羞): 그 모두에 대해 부끄러워하지 않음
- 불각별치(不各別羞): 각각 따로따로에 대해 부끄러워하지 않음
- 불염(不厭): 싫어하지 않음
- 부등염(不等厭): 그 모두에 대해 싫어하지 않음
- 불각별염(不各別厭): 각각 따로따로에 대해 싫어하지 않음
- 불훼(不毀): 무너뜨리지 않음
- 부등훼(不等毀): 그 모두에 대해 무너뜨리지 않음
- 불각별훼(不各別毀): 각각 따로따로에 대해 무너뜨리지 않음

## 무치
무치(無癡,
산스크리트어: amoha,
팔리어: amoha,
영어: wisdom,
non-delusion,
non-bewilderment,
lack of naivety,
lack of stupidity)는 어리석음이 없음 또는 어리석지 않음으로, 선근(善根) 중의 하나이며, 유식유가행파와 법상종의 5위 100법에서 심소법(心所法: 51가지) 중 선심소(善心所: 11가지) 가운데 하나이다. 설일체유부의 5위 75법에서는 심소법(心所法: 46가지) 중 대지법(大地法: 10가지) 가운데 하나인 혜(慧)에 속한 것으로 보아 별도의 법으로 설정하지 않는다. 무치(無癡)는 모든 법의 사리(事理)를 밝게 아는[明解] 마음작용으로, 우치(愚癡)의 마음작용을 대치(對治)하여 마음(6식 또는 8식, 즉 심왕, 즉 심법)으로 하여금 선법(善法)을 행하게 하는 작용을 한다.
《현양성교론》·《대승오온론》·《대승광오온론》에 따르면, 무치(無癡: 어리석음이 없음, 어리석지 않음)는 정지(正知) 또는 정료(正了) 즉 바른 앎과 동의어이다. 그리고 무치 · 정지 · 정료의 본질은 4성제와 12연기의 진리에 계합하는 8정도나 6바라밀 등의 여실정행(如實正行) 또는 정행(正行)이다. 즉, 무치 · 정지 · 정료는 여실정행 또는 정행과 동의어이다.
달리 말하면, 불교에서의 앎은 경험에 의한 앎 또는 수행을 통해 증득된 앎이며, 보시와 계율 등의 실천[行]과 분리되지 않는다. 멘탈적인(지적인) 앎은 실천[行]의 단지 한 부분이며 기초일 뿐이다. 멘탈적인 앎을 전통적인 용어로 문혜(聞慧)와 사혜(思慧)라고 하며, 이 둘은 모두 유루지이다. 즉 성인의 지혜 또는 앎이 아니다. 하지만, 성인의 지혜 또는 앎  즉 무루혜를 성취하기 위한 출발점이 된다.

## 무탐
무탐(無貪, 산스크리트어: alobha, 팔리어: alobha,
영어: purity,
non-attachment,
without attachment)은 선근(善根) 중의 하나이며, 설일체유부의 5위 75법에서 심소법(心所法: 46가지) 중 대선지법(大善地法: 10가지) 가운데 하나이며, 유식유가행파와 법상종의 5위 100법에서 심소법(心所法: 51가지) 중 선심소(善心所: 11가지) 가운데 하나이다. 설일체유부에 따르면, 무탐(無貪)은 애착하지 않는 마음작용이다. 즉, 불생불멸의 무위법인 출세간의 존재나 대상이 아닌 생멸변화하는 유위법인 세간의 존재나 대상에 대해 애착하거나 집착하지 않는 마음작용이다. 설일체유부의 중현(衆賢)은 《아비달마장현종론(阿毘達磨藏顯宗論)》에서, 무탐(無貪)이란 이미 획득하였거나 아직 획득하지 않은 [세속의] 경계에 대한 탐착 · 희구와 반대되는 것으로서, 마음에 애염(愛染: [세속의 경계에] 애착하는 번뇌, 탐착)이 없는 것을 본질로 한다[無愛染性]고 말하고 있다.

## 무족
무족(無足)은 무착의 《대승아비달마집론》, 안혜의 《대승아비달마잡집론》, 호법 등의 《성유식론》 등에 나오는, 정진(精進) 또는 근(勤)의 5단계의 차별인 피갑(被甲) · 가행(加行) · 무하(無下) · 무퇴(無退) · 무족(無足)의 5정진(五精進) 가운데 하나이다. 무희족(無喜足)이라고도 한다.
무족(無足)은 문자 그대로의 뜻은 '만족하지 않음'으로, 불교 경전에서 소[牛]에게 멍에를 씌움으로써 소로 하여금 도망가지 않고 능히 나아가게 하는 것과 같이 수행자에게 멍에를 지워 선법(善法)에서 벗어나지 않고 열반에 나아가게 한다는 뜻의 불사선액(不捨善軛: 선의 멍에를 버리지 않음)에 해당하는데, 이전의 무퇴(無退)의 노력과 성취에 안주하여 정체되지 않고 4성제를 관찰하는 수행인 제관(諦觀) 등의 보다 뛰어난 도(道)에 들어가는 것을 말한다.

## 무퇴
무퇴(無退)는 무착의 《대승아비달마집론》, 안혜의 《대승아비달마잡집론》, 호법 등의 《성유식론》 등에 나오는, 정진(精進) 또는 근(勤)의 5단계의 차별인 피갑(被甲) · 가행(加行) · 무하(無下) · 무퇴(無退) · 무족(無足)의 5정진(五精進) 가운데 하나이다. 불퇴전(不退轉)이라고도 한다.
무퇴(無退)는 문자 그대로의 뜻은 '물러나지 않음'으로, 불교 경전에서의 견용(堅猛: 견고하고 용맹한 것)에 해당하는데, 추위나 배고픔 등의 고통을 능히 인내로써 받아들이고, 열등한 선(善) 또는 선법(善法)에 대해서 혐오(嫌惡)나 만족함을 일으키지 않으며, 다음 단계의 뛰어난 공덕 등을 기쁘게 구하는 것을 말한다.

## 무하
무하(無下)는 무착의 《대승아비달마집론》, 안혜의 《대승아비달마잡집론》, 호법 등의 《성유식론》 등에 나오는, 정진(精進) 또는 근(勤)의 5단계의 차별인 피갑(被甲) · 가행(加行) · 무하(無下) · 무퇴(無退) · 무족(無足)의 5정진(五精進) 가운데 하나이다. 무겁약(無怯弱)이라고도 한다.
무하(無下)는 문자 그대로의 뜻은 '낮추지 않음'으로, 불교 경전에서의 유용(有勇: 용감한 것)에 해당하는데, 증득해야 할 선법(善法)에 대해 스스로를 경멸하지 않고, 그 선법(善法)을 두려워하지 않는 것을 말한다.

## 무학
무학(無學, 산스크리트어: aśaiksa)은 성도(聖道)를 모두 성취(成就)한 성자(聖者), 즉 아라한(阿羅漢)을 가리킨다. (참고: 유학(有學))

## 무학작의
무학작의(無學作意)는 부파불교의 설일체유부의 논서 《아비달마품류족론》에서 작의(作意)의 마음작용을 3가지로 나눈 학작의(學作意) · 무학작의(無學作意) · 비학비무학작의(非學非無學作意)의 3작의(三作意) 가운데 하나이다.
무학작의(無學作意)는 무학(無學) 즉 무학위(無學位: 배울 것이 없는 계위)의 성자인 아라한의 작의를 말한다.

## 무희족
무희족(無喜足)은 무족(無足)의 다른 말이다.

## 참고 문헌
- 이 문서에는 다음커뮤니케이션(현 카카오)에서 GFDL 또는 CC-SA 라이선스로 배포한 글로벌 세계대백과사전의 내용을 기초로 작성된 글이 포함되어 있습니다.
- 가전연자 지음, 승가제바·축불념 한역, 권오민 번역 (K.943, T.1543). 《아비담팔건도론》. 한글대장경 검색시스템 - 전자불전연구소 / 동국역경원. K.943(24-695), T.1543(26-771).
- 고려대장경연구소. 《고려대장경 전자 불교용어사전》. 고려대장경 지식베이스 / (사)장경도량 고려대장경연구소.
- 고익진 (1989). 《한국 고대 불교 사상사》. 동국대학교 출판부.
- 곽철환 (2003). 《시공 불교사전》. 시공사 / 네이버 지식백과.
- 구나발타라(求那跋陀羅) 한역 (K.650, T.99). 《잡아함경》. 한글대장경 검색시스템 - 전자불전연구소 / 동국역경원. K.650(18-707), T.99(2-1).
- 구나발타라 한역, 번역자 미상 (K.54, T.353). 《승만경》. 한글대장경 검색시스템 - 전자불전연구소 / 동국역경원. K.54(6-1361), T.353(12-217).
- 구마라습 한역, 차차석 번역 (K.991, T.614). 《좌선삼매경》. 한글대장경 검색시스템 - 전자불전연구소 / 동국역경원. K.991(30-128), T.614(15-269).
- 권오민 (1991). 《경량부철학의 비판적 체계 연구》. 동국대학원 철학박사 학위논문.
- 권오민 (2003). 《아비달마불교》. 민족사.
- 담무참 한역, 번역자 미상 (K.105, T.374). 《대반열반경》. 일명 《북본열반경》. 한글대장경 검색시스템 - 전자불전연구소 / 동국역경원. K.105(9-1), T.374(12-365).
- 목건련 지음, 현장 한역, 송성수 번역 (K.945, T.1537). 《아비달마법온족론》. 한글대장경 검색시스템 - 전자불전연구소 / 동국역경원. K.945(24-1091), T.1537(26-453).
- 무착 지음, 바라파밀다라 한역, 이영무 번역 (K.586, T.1604). 《대승장엄경론》. 한글대장경 검색시스템 - 전자불전연구소 / 동국역경원. K.586(16-843), T.1604(31-589).
- 무착 지음, 현장 한역 (K.571, T.1602). 《현양성교론》. 한글대장경 검색시스템 - 전자불전연구소 / 동국역경원. K.571(16-1), T.1602(31-480).
- 무착 지음, 현장 한역, 이한정 번역 (K.572, T.1605). 《대승아비달마집론》. 한글대장경 검색시스템 - 전자불전연구소 / 동국역경원. K.572(16-157), T.1605(31-663).
- 미륵 지음, 현장 한역, 강명희 번역 (K.614, T.1579). 《유가사지론》. 한글대장경 검색시스템 - 전자불전연구소 / 동국역경원. K.570(15-465), T.1579(30-279).
- 법구 지음, 승가발마 등 한역, 김형준 번역 (K.960, T.1552). 《잡아비담심론》. 한글대장경 검색시스템 - 전자불전연구소 / 동국역경원. K.960(28-391), T.1552(28-869).
- 법승 지음, 승가제바·혜원 한역, 김재천 번역 (K.959, T.1550). 《아비담심론》. 한글대장경 검색시스템 - 전자불전연구소 / 동국역경원. K.959 (28-355), T.1550 (28-809).
- 법장 술, 노혜남 번역 (K.1513, T.1733). 《화엄경탐현기》. 한글대장경 검색시스템 - 전자불전연구소 / 동국역경원. K.1513(47-458), T.1733(35-107).
- 불타야사·축불념 한역, 번역자 미상 (K.647, T.1). 《장아함경》. 한글대장경 검색시스템 - 전자불전연구소 / 동국역경원. K.647(17-815), T.1(1-1).
- 사리자 설, 현장 한역, 송성수 번역 (K.946, T.1536). 《아비달마집이문족론》. 한글대장경 검색시스템 - 전자불전연구소 / 동국역경원. K.946(24-1183), T.1536(26-367).
- 서정형 (2004). 《나가르주나 『중론』(해제)》. 서울대학교 철학사상연구소 / 네이버 지식백과.
- 서정형 (2004b). 《『밀린다팡하』(해제)》. 서울대학교 철학사상연구소 / 네이버 지식백과.
- 세우 지음, 구나발타라·보리야사 한역, 송성수 번역 (K.950, T.1541). 《중사분아비담론》. 한글대장경 검색시스템 - 전자불전연구소 / 동국역경원. K.950(25-271), T.1541(26-627).
- 세우 지음, 현장 한역, 송성수 번역 (K.949, T.1542). 《아비달마품류족론》. 한글대장경 검색시스템 - 전자불전연구소 / 동국역경원. K.949(25-149), T.1542(26-692).
- 세친 지음, 현장 한역, 권오민 번역 (K.955, T.1558). 《아비달마구사론》. 한글대장경 검색시스템 - 전자불전연구소 / 동국역경원. K.955(27-453), T.1558(29-1).
- 세친 지음, 현장 한역, 김묘주 번역 (K.594, T.1597). 《섭대승론석》. 한글대장경 검색시스템 - 전자불전연구소 / 동국역경원. K.594(17-76), T.1597(31-321).
- 세친 지음, 현장 한역, 송성수 번역 (K.618, T.1612). 《대승오온론》. 한글대장경 검색시스템 - 전자불전연구소 / 동국역경원. K.618(17-637), T.1612(31-848).
- 세친 지음, 현장 한역, 송성수 번역 (K.644, T.1614). 《대승백법명문론》. 한글대장경 검색시스템 - 전자불전연구소 / 동국역경원. K.644(17-808), T.1614(31-855).
- 승가제바(僧伽提婆) 한역. 《중아함경》. 한글대장경 검색시스템 - 전자불전연구소 / 동국역경원.
- 안혜 지음, 지바하라 한역, 조환기 번역 (K.619, T.1613). 《대승광오온론》. 한글대장경 검색시스템 - 전자불전연구소 / 동국역경원. K.619(17-641), T.1613(31-850).
- 안혜 지음, 현장 한역, 이한정 번역 (K.576, T.1605). 《대승아비달마잡집론》. 한글대장경 검색시스템 - 전자불전연구소 / 동국역경원. K.576(16-228), T.1606(31-694).
- 오백 아라한 지음, 현장 한역, 송성수 번역 (K.952, T.1545). 《아비달마대비바사론》. 한글대장경 검색시스템 - 전자불전연구소 / 동국역경원. K.952(26-1,27-1), T.1545(27-1).
- 운월 (2005). 《근본불교의 수행체계에 대하여》. 한국선학회.
- 운허.  동국역경원 편집, 편집. 《불교 사전》.
- 용수 지음, 구마라습 한역, 김성구 번역 (K.549, T.1509). 《대지도론》. 한글대장경 검색시스템 - 전자불전연구소 / 동국역경원. K.549(14-493), T.1509(25-57).
- 용수 지음, 구마라습 한역, 박인성 번역 (K.577, T.1564). 《중론》. 한글대장경 검색시스템 - 전자불전연구소 / 동국역경원. K.577(16-350), T.1564(30-1).
- 제바설마 지음, 현장 한역, 송성수 번역 (K.947, T.1539). 《아비달마식신족론》. 한글대장경 검색시스템 - 전자불전연구소 / 동국역경원. K.947 (25-1), T.1539 (26-531).
- 중현 지음, 현장 한역, 권오민 번역 (K.956, T.1562). 《아비달마순정리론》. 한글대장경 검색시스템 - 전자불전연구소 / 동국역경원. K.956(27-680), T.1562(29-329).
- 중현 지음, 현장 한역, 권오민 번역 (K.957, T.1563). 《아비달마장현종론》. 한글대장경 검색시스템 - 전자불전연구소 / 동국역경원. K.957(28-1), T.1563(29-777).
- 축불념 한역, 노혜능 번역 (K.530, T.1485). 《보살영락본업경》. 한글대장경 검색시스템 - 전자불전연구소 / 동국역경원. K.530(14-374), T.1485(24-1010).
- 최봉수 (1999). 〈색온에서의 색의 의미 - 구사론과 청정도론의 색온론을 비교하여〉. 《불교학보》.
- 현장 한역, 김달진 번역 (K.154, T.676). 《해심밀경》. 한글대장경 검색시스템 - 전자불전연구소 / 동국역경원. K.154(10-709), T.676(16-688).
- 호법 등 지음, 현장 한역, 김묘주 번역 (K.614, T.1585). 《성유식론》. 한글대장경 검색시스템 - 전자불전연구소 / 동국역경원. K.614(17-510), T.1585(31-1).
- 황욱 (1999). 《무착[Asaṅga]의 유식학설 연구》. 동국대학원 불교학과 박사학위논문.
- (영어) Bodhi, Bhikkhu (trans.) (2000). 《The Connected Discourses of the Buddha: A Translation of the Samyutta Nikaya》. Boston: Wisdom Publications. ISBN 0-86171-331-1.
- (영어) Dawson, John (1888). 《A Classical Dictionary Of Hindu Mythology And Religion Geography History And Literature》. London: Trübner.
- (영어) DDB. 《Digital Dictionary of Buddhism (電子佛教辭典)》. Edited by A. Charles Muller.
- (영어) Macdonell, Arthur Anthony (1929). 《A practical Sanskrit dictionary with transliteration, accentuation, and etymological analysis throughout》. London: Oxford University Press.
- (영어) Gethin, R.M.L. (1992). 《The Buddhist Path to Awakening: A Study of the Bodhi-Pakkhiyā Dhammā》. Leiden: E.J. Brill. ISBN 90-04-09442-3.
- (영어) Rhys Davids, Caroline A.F. ([1900], 2003). 《Buddhist Manual of Psychological Ethics, of the Fourth Century B.C., Being a Translation, now made for the First Time, from the Original Pāli, of the First Book of the Abhidhamma-Piṭaka, entitled Dhamma-Saṅgaṇi (Compendium of States or Phenomena)》. Whitefish, MT: Kessinger Publishing. ISBN 0-7661-4702-9.
- (영어) Sanskrit and Tamil Dictionaries. 《Cologne Digital Sanskrit Dictionaries》. Institute of Indology and Tamil Studies, Cologne University (www.sanskrit-lexicon.uni-koeln.de).
- (영어) Rhys Davids, T.W. & William Stede (eds.) (1921-5). 《The Pali Text Society's Pali–English Dictionary》. Chipstead: Pali Text Society.
- (영어) Thanissaro Bhikkhu (1996, 1998). 《Wings to Awakening》. Retrieved 2008-07-07 from "Access to Insight" at http://www.accesstoinsight.org/lib/authors/thanissaro/wings/index.html.
- (중국어) 가다연니자 조, 현장 한역 (T.1544). 《아비달마발지론(阿毘達磨發智論)》. 대정신수대장경. T26, No. 1544, CBETA.
- (중국어) 가전연자 지음, 승가제바·축불념 한역 (T.1543). 《아비담팔건도론(阿毘曇八犍度論)》. 대정신수대장경. T26, No. 1543, CBETA.
- (중국어) 구나발타라(求那跋陀羅) 한역 (T.99). 《잡아함경(雜阿含經)》. 대정신수대장경. T2, No. 99, CBETA.
- (중국어) 구나발타라 한역 (T.353). 《승만경(勝鬘經)》. 대정신수대장경. T12, No. 353, CBETA.
- (중국어) 구마라습 한역 (T.614). 《좌선삼매경(坐禪三昧經)》. 대정신수대장경. T15, No. 614, CBETA. }
- (중국어) 규기 찬 (T.1830). 《성유식론술기(成唯識論述記)》. 대정신수대장경. T43, No. 1830, CBETA.
- (중국어) 규기 찬 (T.1861). 《대승법원의림장(大乘法苑義林章)》. 대정신수대장경. T45, No. 1861, CBETA.
- (중국어) 길장 찬 (T.1744). 《승만보굴(勝鬘寶窟)》. 대정신수대장경. T37, No. 1744, CBETA.
- (중국어) 담무참 한역 (T.374). 《대반열반경(大般涅槃經)》. 일명 《북본열반경》. 대정신수대장경. T12, No. 374, CBETA.
- (중국어) 목건련 조, 현장 한역 (T.1537). 《아비달마법온족론(阿毘達磨法蘊足論)》. 대정신수대장경. T26, No. 1537, CBETA.
- (중국어) 무착 조, 바라파밀다라 한역 (T.1604). 《대승장엄경론(大乘莊嚴經論)》. 대정신수대장경. T31, No. 1604, CBETA.
- (중국어) 무착 조, 현장 한역 (T.1602). 《현양성교론(顯揚聖教論)》. 대정신수대장경. T31, No. 1602, CBETA.
- (중국어) 무착 조, 현장 한역 (T.1605). 《대승아비달마집론(大乘阿毘達磨集論)》. 대정신수대장경. T31, No. 1605, CBETA.
- (중국어) 미륵 조, 현장 한역 (T.1579). 《유가사지론(瑜伽師地論)》. 대정신수대장경. T30, No. 1579. CBETA.
- (중국어) 법구 조, 승가발마 등 한역 (T.1552). 《잡아비담심론(雜阿毘曇心論)》. 대정신수대장경. T28, No. 1552, CBETA.
- (중국어) 법승 조, 승가제바·혜원 한역 (T.1550). 《아비담심론(阿毘曇心論)》. 대정신수대장경. T28, No. 1550, CBETA.
- (중국어) 법운 편찬 (T.2131). 《번역명의집(翻譯名義集)》. 대정신수대장경. T54, No. 2131, CBETA.
- (중국어) 법장 술 (T.1733). 《화엄경탐현기(華嚴經探玄記)》. 대정신수대장경. T35, No. 1733, CBETA.
- (중국어) 佛門網. 《佛學辭典(불학사전)》.
- (중국어) 불타야사·축불념 한역 (T.1). 《장아함경(長阿含經)》. 대정신수대장경. T1, No. 1, CBETA. }
- (중국어) 사리자 설, 현장 한역 (T.1536). 《아비달마집이문족론(阿毘達磨集異門足論)》. 대정신수대장경. T26, No. 1536, CBETA.
- (중국어) 색건타라 조, 현장 한역 (T.1554). 《입아비달마론(入阿毘達磨論)》. 대정신수대장경. T28, No. 1554, CBETA. }
- (중국어) 星雲. 《佛光大辭典(불광대사전)》 3판.
- (중국어) 세우 조, 구나발타라·보리야사 한역 (T.1541). 《중사분아비담론(眾事分阿毘曇論)》. 대정신수대장경. T26, No. 1541, CBETA.
- (중국어) 세우 조, 현장 한역 (T.1542). 《아비달마품류족론(阿毘達磨品類足論)》. 대정신수대장경. T26, No. 1542, CBETA.
- (중국어) 세친 조, 진제 한역 (T.1559). 《아비달마구사석론(阿毘達磨俱舍釋論)》. 대정신수대장경. T29, No. 1559, CBETA.
- (중국어) 세친 조, 현장 한역 (T.1558). 《아비달마구사론(阿毘達磨俱舍論)》. 대정신수대장경. T29, No. 1558, CBETA.
- (중국어) 세친 조, 현장 한역 (T.1597). 《섭대승론석(攝大乘論釋)》. 대정신수대장경. T31, No. 1597, CBETA.
- (중국어) 세친 조, 현장 한역 (T.1612). 《대승오온론(大乘五蘊論)》. 대정신수대장경. T31, No. 1612, CBETA.
- (중국어) 세친 조, 현장 한역 (T.1614). 《대승백법명문론(大乘百法明門論)》. 대정신수대장경. T31, No. 1614, CBETA.
- (중국어) 세친 조, 현장 한역, 규기 주해 (T.1836). 《대승백법명문론해(大乘百法明門論解)》. 대정신수대장경. T44, No. 1836_, CBETA.
- (중국어) 승가제바(僧伽提婆) 한역 (T.26). 《중아함경(中阿含經)》. 대정신수대장경. T1, No. 26, CBETA.
- (중국어) 阿含辭典. 《阿含辭典(아함사전)》.
- (중국어) 안혜 조, 지바하라 한역 (T.1613). 《대승광오온론(大乘廣五蘊論)》. 대정신수대장경. T31, No. 1613, CBETA.
- (중국어) 안혜 조, 현장 한역 (T.1606). 《대승아비달마잡집론(大乘阿毘達磨雜集論)》. 대정신수대장경. T31, No. 1606, CBETA.
- (중국어) 연수 편찬 (T.2016). 《종경록(宗鏡錄)》. 대정신수대장경. T48, No. 2016, CBETA.
- (중국어) 오백 아라한 조, 현장 한역 (T.1545). 《아비달마대비바사론(阿毘達磨大毘婆沙論)》. 대정신수대장경. T27, No. 1545, CBETA.
- (중국어) 용수 조, 구마라습 한역 (T.1509). 《대지도론(大智度論)》. 대정신수대장경. T25, No. 1509, CBETA. }
- (중국어) 용수 조, 구마라습 한역 (T.1564). 《중론(中論)》. 대정신수대장경. T30, No. 1564, CBETA.
- (중국어) 원측 찬 (X.369). 《해심밀경소(解深密經疏)》. 만신찬속장경. X21, No. 369, CBETA.
- (중국어) 원휘(圓暉) (T.1823). 《구사론송소론본(俱舍論頌疏論本)》. 대정신수대장경. T41, No. 1823, CBETA.
- (중국어) 丁福保. 《佛學大辭典(불학대사전)》. 一行佛學辭典搜尋.
- (중국어) 제관 록 (T.1931). 《천태사교의(天台四教儀)》. 대정신수대장경. T46, No. 1931, CBETA.
- (중국어) 제바설마 조, 현장 한역 (T.1539). 《아비달마식신족론(阿毘達磨識身足論)》. 대정신수대장경. T26, No. 1539, CBETA.
- (중국어) 중현 조, 현장 한역 (T.1562). 《아비달마순정리론(阿毘達磨順正理論)》. 대정신수대장경. T29, No. 1562, CBETA.
- (중국어) 중현 조, 현장 한역 (T.1563). 《아비달마장현종론(阿毘達磨藏顯宗論)》. 대정신수대장경. T29, No. 1563, CBETA.
- (중국어) 지의 설, 관정 록 (T.1783). 《금광명경현의(金光明經玄義)》. 대정신수대장경. T39, No. 1783, CBETA. }
- (중국어) 지의 설, 법신 기 (T.1916). 《석선바라밀차제법문(釋禪波羅蜜次第法門)》. 대정신수대장경. T46, No. 1916, CBETA.
- (중국어) 축불념 한역 (T.1485). 《보살영락본업경(菩薩瓔珞本業經)》. 대정신수대장경. T24, No. 1485, CBETA.
- (중국어) 현장 한역 (T.1563). 《해심밀경(解深蜜經)》. 대정신수대장경. T16, No. 676, CBETA.
- (중국어) 혜원 찬 (T.1851). 《대승의장(大乘義章)》. 대정신수대장경. T44, No. 1851, CBETA.
- (중국어) 호법 등 지음, 현장 한역 (T.1585). 《성유식론(成唯識論)》. 대정신수대장경. T31, No. 1585, CBETA.